# セバイト
セバイトもしくはセバーイェト（MdC表記：sbA.yt） とは、ファラオ時代の文学のジャンルを指す古代エジプトの言葉である。この語は文字通りには「教訓」もしくは「指示」を意味し、「正しい生き方」に焦点を合わせてフォーマルに書かれた倫理的教訓を指す。

## 実例
セバイトの大半は、以前の作品を筆写したパピルスの巻物として現代に伝わっている。セバイトの4つの現存する重要な例にプリス・パピルス、大英博物館の2つのパピルスの巻物、カイロのカナルヴォン・タブレット1がある。このジャンルは他の諸文化における知恵文学と共通する点が多く、たとえば『アメンエムオペトの教訓』と部分的な繋がりを持つ旧約聖書の箴言とも類似している。
最初期のセバイトの多くは紀元前3千年紀の古王国時代に書かれたものであると称しているが、今日ではこれらは実際にはそれよりも後、中王国の初め頃（紀元前1991-1786年頃）に作られたものであろうと考えられている。テクストに箔を付ける意図で、偽って遠い昔の作者のものであるとしていたのである。
セバイトは息の長いジャンルであり、古代ローマ時代になってまでも新しい作品が出現し続けていた。『アメンエムハトの教訓』（紀元前1950年頃に成立）などのように、1500年以上もの間に亘り筆写され伝えられ続けたものもあった。
最も良く知られたセバイトは、エジプト第5王朝のファラオ、ジェドカラー・イセシ（治世：紀元前2388-2356年）の宰相であったプタハホテップによって書かれたとされているものであろう。プタハホテップのセバイトはしばしば『プタハホテップの教訓』、もしくは『善き弁舌の教訓』（このフレーズはセバイト自身の中でその形容として使われている）と呼ばれている。この教訓はエジプト第12王朝のプリス・パピルスに、『カゲムニの教訓』の末尾部分と並んで出現する。もう1つの有名なセバイトとして、エジプト第4王朝のハルドジェデフという名の倫理学者の作とされるものがある。『ハルドジェデフの教訓』は少数の断片しか伝わっていない。
2つのセバイトがエジプトの統治者自身に帰せられている。その1つは『メリカラ王のための教訓』と題されたものであり、メリカラはエジプト第1中間期（紀元前2150-2040年）の混乱期に生きた。この文書は先王であるメリカラの父によって書かれたものであるとされている。しかしながら、メリカラとその父が第9王朝から第10王朝の不安定な時期のファラオであったため2人については他にはほとんど何も知られておらず、このテクストは後の時代になって作られたものである可能性が極めて高い。
もう1つは『アメンエムハトの教訓』である。このセバイトは通説ではエジプト第12王朝の創始者アメンエムハト1世（治世：紀元前1991-1962年）の作によるものとされてきたが、恐らくは死後に作成されたものであろう。またファラオには帰せられていないが、『愛国者の教訓』はエジプトの統治者に従順であり敬意を持ち続ける美徳を強調している。